# Louis de Beaufort
Pour les articles homonymes, voir Beaufort.
Louis de Beaufort, né à La Haye le 3 octobre 1703 et mort à Maestricht le 11 août 1795, est un historien néerlandais d'origine française.

## Biographie
Louis de Beaufort appartient à une famille de huguenots français de Sedan, réfugiée aux Pays-Bas après la révocation de l'édit de Nantes.
Précepteur du prince de Hesse-Hombourg de 1739 à 1742, Louis de Beaufort est, au niveau de l'histoire de la Rome antique, à l'origine du courant hypercritique qui nie toute historicité de la tradition des origines de Rome, par opposition au courant fidéiste qui cherche à prouver que la tradition comporte une grande part de vérité. C'est dans sa Dissertation sur l'incertitude des cinq premiers siècles de l'histoire romaine qu'il accuse la tradition des origines de servir les intérêts des grandes gentes du Ier siècle av. J.-C., et de ne contenir qu'une part très réduite de vérité. Louis de Beaufort est à l'initiative de deux siècles de doute sur les origines de Rome.
En octobre 1746, il est élu membre de la Royal Society de Londres.
Il se marie en 1755 et s'installe à Maastricht.

## LaDissertation sur l'incertitude des cinq premiers siècles de l'histoire romaine
L'attitude critique de Louis de Beaufort n'est pas nouvelle, mais elle est défendue avec plus de vigueur et de rigueur que chez ses devanciers. Parmi ces devanciers on peut citer : Philip Cluwer (1580-1623), professeur à Leyde, qui affirmait déjà que la geste d'Énée dans le Latium relevait de la légende et non de l'histoire ; J. Perizonius, dans ses Animadversiones historicae ; et surtout l'abbé Lévesque de Pouilly qui présente en 1722 à l'Académie des inscriptions une communication Sur l'incertitude de l'histoire des quatre premiers siècles de Rome.
Dans sa dissertation, dont le titre rappelle celui de la communication de Lévesque de Pouilly, Beaufort procède de manière très claire, méthodique et systématique, ce qui explique l'impact important de son travail.
On lui a reproché d'avoir fait un travail uniquement négatif. C'est ce que dit B. G. Niebuhr dans la préface de son Histoire romaine (1830), où il commence un travail de « reconstruction ».

## Publications
- Dissertation sur l'incertitude des cinq premiers siècles de l'histoire romaine, 1re éd. (publiée anonymement, signée L.D.B.), Utrecht, 1738 disponible sur Google Livres  ; 2e éd., La Haye, 1750 P. I & P. II disponibles sur Google Livres ; éd. avec une introduction et des notes par A. Blot, Paris, 1866 disponible sur Internet Archive.
- Histoire de César Germanicus (1741)
- La République romaine, ou Plan général de l'ancien gouvernement de Rome (La Haye, 2 volumes, 1766) (où il s'est beaucoup servi des travaux de Sigonius[4]).